# 쇼넨 나이프

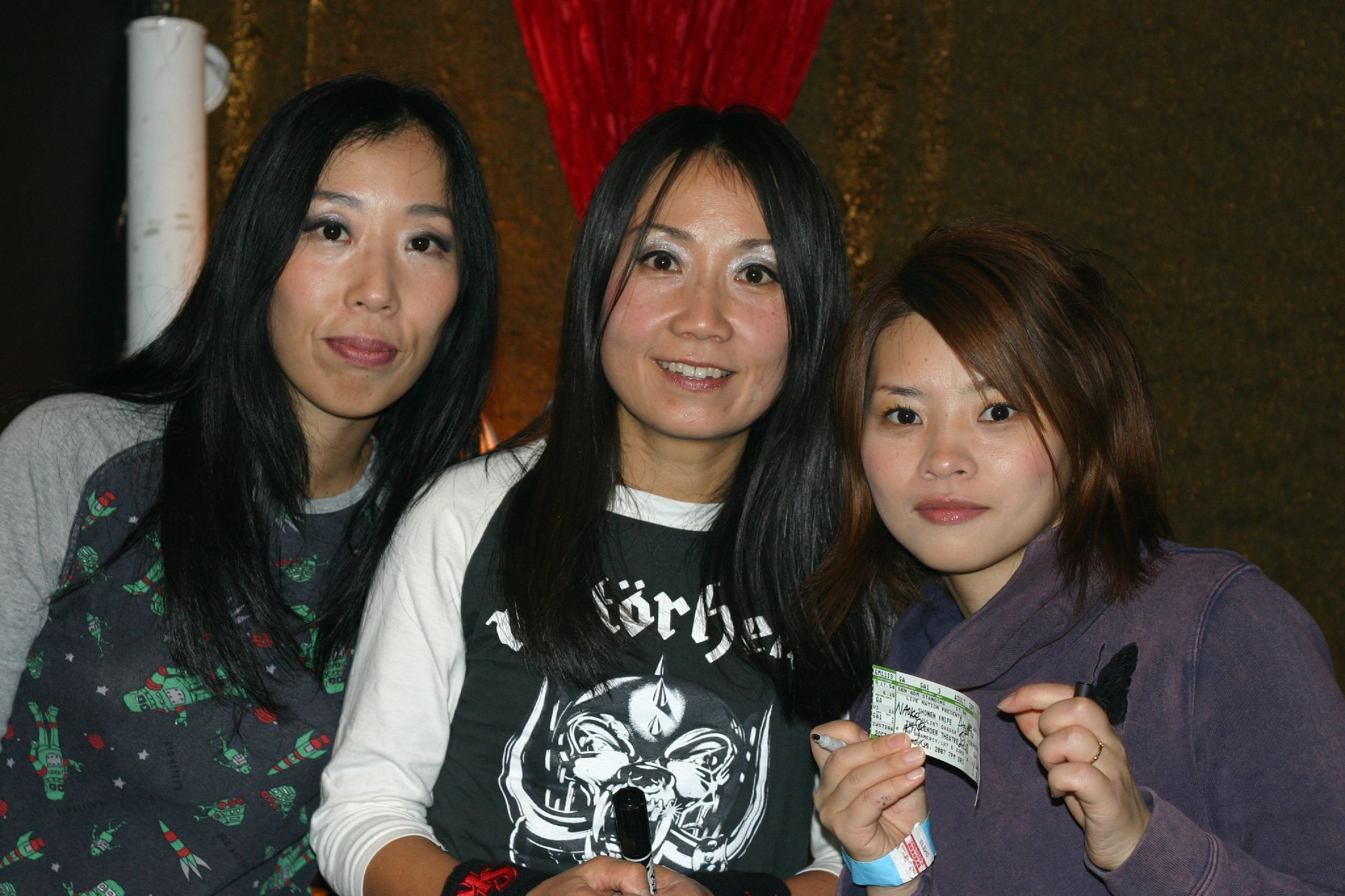
2008년 쇼넨 나이프의 모습. 왼쪽부터 야마노 아츠코, 야마노 나오코, 나카니시 에츠코.

쇼넨 나이프(일본어: 少年ナイフ 쇼넨나이후[*])는 1981년 일본 오사카에서 결성한 팝 펑크 밴드이다. 1960년대 걸 그룹, 비치 보이스와 라몬즈와 같은 초기 펑크 록 밴드의 영향을 받아 단순하면서도 절제된 음악에 일본어와 영어로 독특한 가사를 붙인 노래를 만든다.
"일본 출신 밴드의 문"을 열어 "팝 언더그라운드를 더욱 국제화"한 밴드로 인정받고 있다. 오사카 라몬즈라는 이름의 라몬즈 헌정 밴드로 공연하기도 했다. 기타 겸 보컬인 야마노 나오코가 밴드 결성부터 현재까지 남아있는 유일한 멤버이며, 여동생인 야마노 아츠코는 창립 멤버였으며 오랜 공백 끝에 2016년 밴드로 복귀했다. 22장의 정규 음반을 발표했으며, 가장 최근 음반인 《Our Best Place》가 2023년 2월 발매됐다.
보스턴 글로브는 "기만적일 정도로 우스꽝스러운 가사가 화기찬 기타와 속사포 팝 펑크 드럼 키트 사이에 끼워져 있을 때 이상하게 매혹적인 일이 일어난다. 어쩌면 일본 여성 얼터너티브 록/팝 펑크 트리오인 쇼넨 나이프가 여전히 쿠키, 초팝, 젤리빈, 바나나 칩에 대한 노래를 부르는 이유일 수도 있다"라고 밴드를 묘사하였다.

## 구성원
현재
- 나오코 야마노 – 리드 보컬, 기타 (1981~현재)
- 아츠코 야마노 – 드럼 (1981~2005년); 베이스 (1999~2006년, 2016~현재; 2007~2016년 비정기적 투어); 리드 보컬 (2016~현재)
- 리사 카와노 – 드럼, 리드 보컬 (2015~현재)

이전
- 미치에 나카타니 – 베이스, 리드 보컬, 키보드 (1981~1999년)
- 니시우라 마나 – 드럼 (2001~2005년; 투어 멤버)
- 나카니시 에츠코 – 드럼 (2005~2010년)
- 타네다 리츠코 – 베이스, 리듬 기타 (2016~2015년, 2016년)
- 모리모토 에미 – 드럼 (2010~2015년)
- 이시즈카 나루 – 베이스 (2015~2016년)

## 디스코그래피

### 정규 음반
- BURNING FARM (1983)
- 山のアッちゃん。 (1984)
- PRETTY LITTLE BAKA GUY (1986)
- 712 (1991)
- Let's Knife (1992)
- Rock Animals (1993)
- Brand New Knife (1996)
- HAPPY HOUR (1998)
- Strawberry Sound (2000)
- Heavy Songs (2002)
- Candy Rock (2003)
- GENKI SHOCK! (2005)
- fun! fun! fun! (2007)
- Super Group (2008)
- Free Time (2010)
- 大阪ラモーンズ (2011, 커버 음반)
- Pop Tune (2012)
- 嵐のオーバードライブ (2014)
- アドベンチャーでぶっとばせ！ (2016)
- Sweet Candy Power (2019)
- OUR BEST PLACE (2023)

### 컴필레이션 음반
- DO THE KNIFE (1992) - 희귀 트랙 모음
- Favorites (1994) - 커버 트랙 모음
- GREATEST HISTORY (1995) - 희귀 트랙 모음
- Super Mix (1997) - 오야마다 케이고 등의 리믹스 모음
- IT'S A NEW FIND (1997) - 미니 음반
- Ultra Mix (1998) - 리믹스 모음
- MILLENNIUM EDITION (2001) - 베스트 음반
- Golden☆Best Universal Hit's (2006) - 2디스크 베스트 음반

### 싱글
- Wonder Wine (1996)
- E.S.P (1996)
- バナナチップス (1998)
- 飲茶楼でめちゃうまかろう (1999)
- All I Want For Christmas (1999)
- オレンジの太陽 (2001)

### 기타
- みんな楽しく少年ナイフ (1982) - 쇼넨 나이프의 자체 제작한 카세트 음반
- Every Band Has A Shonen Knife Who Loves Them (1995) - 소닉 유스, L7 및 기타 외국 음악가 헌정 음반
- 鉄腕アトム (1998) - 옴니버스 음반
- A Tribute to Shonen Knife - Fork and Spoon (2006) - 쇼넨 나이프 헌정 음반
- Live in Osaka (2006) - 라이브 음반
- ALIVE! in Osaka (2018) - 라이브 음반
- みんな楽しく少年ナイフ (2023年7月19日） - CD/LP 재발매